# Le Pré
Pour plus de détails, voir Fiche technique et Distribution.
Le Pré (Il prato) est un film italien réalisé par les frères Taviani, sorti en 1979.

## Synopsis
Un étudiant en droit, Giovanni, est envoyé par son père à San Gimignano, en Toscane, pour y régler une affaire d'héritage. Là, il rencontre une jeune femme, Eugenia, et en tombe éperdument amoureux. Celle-ci travaille à Florence pour gagner sa vie, mais, sur place, s'occupe d'enfants avec lesquels elle veut créer une animation théâtrale. Elle est déjà l'amante d'Enzo, un garçon aux idées libertaires, qui tente d'organiser une communauté agricole sur des terres en friche. La situation paraît sans issue pour Giovanni qui nourrit à l'égard d'Enzo la plus vive estime... Lorsque la pièce de théâtre est enfin représentée, les propriétaires terriens, gênés par le contenu de celle-ci, font appel à la police pour faire cesser le spectacle. Au cours de l'échauffourée qui suit, Eugenia est grièvement blessée. Giovanni s'efforce, en compagnie d'Enzo, de la maintenir en vie en lui contant la fabuleuse histoire du joueur de flûte. Eugenia se rétablit et Giovanni, pour sa part, décide de retourner chez lui. Des années plus tard, Giovanni est devenu juge et une affaire passionnelle lui rappelle son amour d'antan. Celui-ci est ravivé par le fait qu'Eugenia lui annonce par téléphone qu'elle s'apprête, avec Enzo, à partir pour le Maghreb... Au moment de la séparation définitive, Giovanni opte pour un choix désespéré et irrévocable.

## Fiche technique
- Titre original : Il prato
- Titre français : Le Pré
- Réalisation : Paolo et Vittorio Taviani
- Sujet et scénario : P. et V. Taviani
- Photographie : Franco Di Giacomo, film couleurs
- Décors : Giovanni Sbarra
- Ensemblier : Adriana Bellone
- Costumes : Lina Nerli Taviani, Renato Ventura
- Chorégraphie : Gino Landi
- Montage : Roberto Perpignani
- Musique : Ennio Morricone (flûte soliste: Marianne Eckstein)
- Production : Giuliani G. De Negri pour FilmTre/RAIDue (Rome)
- Durée : 115 minutes
- Pays d'origine :  Italie
- Année de réalisation : 1979
- Sortie en  Italie : septembre 1979
- Sortie en  France : avril 1980
- Présenté à la Mostra de Venise 1979 (festival non compétitif cette année-là)

## Distribution
- Isabella Rossellini : Eugenia
- Michele Placido : Enzo
- Saverio Marconi : Giovanni
- Giulio Brogi : le père de Giovanni
- Angela Goodwin : la mère de Giovanni

## Autour du film
À propos du film, les frères Taviani ont parlé de sa relation intime avec l'œuvre du poète allemand Goethe. Après maintes tentatives d'adaptation du roman Les Affinités électives, les réalisateurs italiens en réaliseront une, en 1996.[réf. nécessaire]
L'origine du titre, Le Pré, et du film, par conséquent, se trouve défini de la sorte par Vittorio Taviani : « J'ajouterais que ce film n'est pas né de nos promenades dans le parc de la villa Doria Pamphili, mais du désir, à ce moment-là, d'exprimer la douleur du monde qu'il y avait autour de nous, en particulier chez les jeunes. (...) Nous voulions donc raconter une histoire qui se base sur ce sens de profonde mélancolie de la vie." Mais ce point de vue demeure celui de "deux personnes qui ne sont plus jeunes », précise, de son côté, Paolo Taviani. (entretien avec Jean A. Gili)[réf. nécessaire]
Le pré attenant à la villa est donc le théâtre où se mettent en scène passion et drame entre trois personnages. Ces instants sont ainsi décrits par le critique Gérard Legrand : "Les trois jeunes gens se retrouvent sur le pré, la prairie en pente que Giovanni avait admirée le premier jour. Il cède à un vertige de la corruption de toutes choses : le soleil qui avait fait pousser des marguerites les flétrit, chaque arbre est dévoré par une fourmilière, chaque fleur par un insecte (...) la présence d'Enzo et d'Eugenia ne peut suffire à réconforter le jeune homme : leur entente renouvelée dans la chaude lumière se mue en un cauchemar d'après-midi (...)." Gérard Legrand poursuit, en affirmant ne percevoir, dans l'expression de ce "malaise d'été", aucun équivalent cinématographique, excepté Joseph Losey et son film Le Messager (1971)[réf. nécessaire]
Le Pré est le deuxième film d'Isabella Rossellini, fille du cinéaste Roberto Rossellini. Sa présence est une marque de reconnaissance des frères Taviani à l'égard d'un réalisateur qui orienta durablement leurs choix artistiques et dont ils furent les assistants. Le film fait également référence à Allemagne année zéro. 
Décrivant le caractère d'Isabella Rossellini, Paolo Taviani nous donne cette opinion : "(Par certains côtés) elle ressemble énormément à son père", et Vittorio Taviani dit, pour sa part : "On peut attendre d'elle qu'elle continue d'être actrice, mais on peut aussi imaginer qu'elle emprunte d'autres routes (...)"[réf. nécessaire]

## Critiques
Pour le magazine Télé 7 jours, Le Pré est.